# Réaction sulfatique interne
La réaction sulfatique interne (aussi connue sur l'acronyme RSI) est une famille de réactions de dégradation endogènes des bétons. Ces réactions conduisent à la formation de cristaux d'ettringite provoquant gonflement et fissuration ainsi qu'une dégradation des propriétés mécaniques (résistance à la compression, module de Young).